# Autostrade in Belgio

Rete autostradale in Belgio

La rete autostradale del Belgio (olandese: autosnelweg, francese: autoroute, tedesco: Autobahn) si sviluppa per 1747 km ed è la rete autostradale tra le più dense (in relazione al territorio) al mondo.
La velocità massima è pari a 120 km/h e le autostrade sono gratuite. I bambini al di sotto dei 12 anni non possono viaggiare sui sedili anteriori, neanche se muniti dell'apposita seduta.
Sono contraddistinte dalla sigla A seguita da un numero tranne alcuni ring (anelli attorno a città) che hanno la sigla R. Esistono in ogni caso ring non classificati come autostrade.

## Autostrade
- A1 - Bruxelles - Malines - Anversa - Hazeldonk (Paesi Bassi)
- A2 - Lovanio - Diest - Genk
- A3 - Bruxelles - Lovanio - Liegi - Aquisgrana (Germania)
- A4 - Bruxelles - Namur - Arlon - Lussemburgo
- A7 - Halle - Nivelles - Mons - (Francia)
- A8 - Halle - Tournai - (Lilla)
- A10 - Bruxelles - Aalst - Gand - Bruges - Ostenda
- A11 - Anversa - Zeebrugge
- A12 - Bruxelles - Boom - Anversa - Ossendrecht (Paesi Bassi)
- A13 - Anversa - Liegi
- A14 - Anversa - Saint-Nicolas - Gand - Courtrai - Tourcoing (Francia)
- A15 - Ans - La Louvière
- A16 - Mons - Tournai
- A17 - Bruges - Courtrai - Tournai
- A18 - Bruges - Veurne - Dunkerque (Francia)
- A19 - Courtrai - Ypres
- A21 - Anversa - Turnhout - Bladel (Paesi Bassi)
- A25 - Eijsden (Paesi Bassi) - Liegi
- A26 - Liegi - Neufchâteau
- A27 - Herve - Winterspelt (Germania)
- A28 - Aubange - Athus
- A54 - Nivelles - Charleroi
- A112 - Anversa - Wilrijk
- A201 - Zaventem
- A501 - La Louvière
- A503 - Charleroi - Marcinelle
- A601 - (Collegamento E40 - E313) Juprelle - Liegi
- A602 - (Collegamento E40 - E25) Ans - Liegi
- A604 - (Collegamento E42 - Mosa) Bierset - Seraing
- E25 - Liegi - Visé - Maastricht (Paesi Bassi)
- E25 - Liegi - Neufchâteau - Kleinbettingen (Lussemburgo)
- E40 - Veurne - Bruges - Gand - Bruxelles - Lovanio - Liegi - Aquisgrana (Germania)
- E42 - Battice - Verviers - Malmedy - Sankt Vith - (Germania)
- E42 - Mons - La Louvière - Charleroi - Namur - Liegi
- E313 - Anversa - Hasselt - Liegi
- E411 - Bruxelles - Namur - Arlon - Mont-Saint-Martin (Francia)
- E420 - Nivelles - Charleroi - Philippeville - Couvin - Gué-d'Hossus (Francia)

## Autostrade tangenziali (Rings)
- Ring 0 - Bruxelles
- Ring 1 - Anversa
- Ring 2 - Anversa
- Ring 3 - Charleroi
- Ring 4 - Gand
- Ring 5 - Mons
- Ring 6 - Malines
- Ring 8 - Courtrai
- Ring 9 - Charleroi